# 笠原真樹
笠原 真樹（かさはら まさき、12月15日 - ）は、日本の漫画家。東京都在住。
代表作は『群青戦記 グンジョーセンキ』。
『群青戦記 グンジョーセンキ』は『ブレイブ 群青戦記』として本広克行監督によって東宝より全国ロードショーされた。

## 略歴
- 2009年、ヤングマガジン第61回ちばてつや賞ヤング部門にて、『さちくらべ』で優秀新人賞を受賞[2]。
- 2010年、第108回ヤングジャンプ月例MANGAグランプリにて、『チェリー』で月間ベスト賞（奨励賞）を受賞。
- 2011年、第116回ヤングジャンプ月例MANGAグランプリにて、『職業探検隊ハローワークス』で月間ベスト賞（準優秀賞）を受賞。同年、同作にて『週刊ヤングジャンプ』誌上でのデビューを果たす。
- 2013年、『週刊ヤングジャンプ』にて、『群青戦記 グンジョーセンキ』の連載を開始。
- 2018年、『週刊ヤングジャンプ』にて、『リビドーズ』の連載を開始。
- 2021年、『週刊ヤングジャンプ』にて、『真・群青戦記』（作画:アジチカ）の連載を開始。
- 2023年、『ビッグコミックスピリッツ』にて、『夢なし先生の進路指導』の連載を開始。

## 作品リスト

### 連載
- 群青戦記 グンジョーセンキ（『週刊ヤングジャンプ』2013年39号 - 2017年29号）
  - 真・群青戦記（『週刊ヤングジャンプ』2021年6・7合併号 - 2022年16号）
- リビドーズ（『週刊ヤングジャンプ』2018年48号[3] - 2020年33・34合併号）
- 夢なし先生の進路指導（『ビッグコミックスピリッツ』2023年21・22合併号[4] - 連載中）

### 読み切り
- 職業探検隊ハローワークス（集英社『週刊ヤングジャンプ』2011年18・19合併号）

### 書籍
- 『群青戦記 グンジョーセンキ』、集英社〈ヤングジャンプ コミックス〉2014年 - 2017年、全17巻
  - 『真・群青戦記』、集英社〈ヤングジャンプ コミックス〉2021年 - 2022年、全5巻
- 『リビドーズ』、集英社〈ヤングジャンプ コミックス〉2019年 - 2020年、全7巻
  1. 2019年2月19日発売[5]、ISBN 978-4-08-891234-9
  2. 2019年5月17日発売[6]、ISBN 978-4-08-891256-1
  3. 2019年8月19日発売[7]、ISBN 978-4-08-891343-8
  4. 2019年11月19日発売[8]、ISBN 978-4-08-891428-2
  5. 2020年2月19日発売[9]、ISBN 978-4-08-891543-2
  6. 2020年5月19日発売[10]、ISBN 978-4-08-891594-4
  7. 2020年8月19日発売[11]、ISBN 978-4-08-891651-4
- 『夢なし先生の進路指導』、小学館〈ビッグコミックス〉2023年 - 、既刊5巻（2025年3月28日現在）
  1. 2023年7月28日発売[12][13]、ISBN 978-4-09-862337-2
  2. 2023年12月27日発売[14]、ISBN 978-4-09-862591-8
  3. 2024年5月30日発売[15]、ISBN 978-4-09-862799-8
  4. 2024年10月30日発売[16]、ISBN 978-4-09-863068-4
  5. 2025年3月28日発売[17]、ISBN 978-4-09-863218-3